# 埃爾斯莫爾 (堪薩斯州)
埃爾斯莫爾（英語：Elsmore）是一個位於美國堪薩斯州艾倫縣的城市。

## 地方資料
根據2010年美國人口普查的數據，埃爾斯莫爾的面積為0.39平方千米，當中陸地面積為0.39平方千米，而水域面積為0.00平方千米。當地共有人口77人，而人口密度為每平方千米197.44人。